# Танок на майдані Конґо
«Танок на майдані Конґо» («ТНМК», іноді стилізують як ТНМКонґо) — український гурт, що виконує музику в стилях репкор, хіп-хоп, рок та фанк. Перший прообраз гурту створили 14 червня 1989 два друга та нинішні учасники ТНМК: Фоззі та Котя. Як ТНМК гурт почав працювати з 1996 року.
Станом на 2025 рік гурт випустив 9 номерних альбомів та взяв участь майже у всіх найбільших музичних фестивалях на теренах України: Червона Рута, Таврійські Ігри, Захід Фест, In Da House та багато інших.
Назва гурту походить від площі Конго в Новому Орлеані (США). Вважається, що саме тут, на невольницькому ринку, у XVIII столітті зародилася афроамериканська музична культура. 1 вересня 2024 року гурт виступив на цій площі, у фіналі свого туру Північною Америкою. На честь цього історичного концерту було випущено колекційну футболку.

## Історія гурту

### Зародження гурту: перші кроки (1989—1996)
14 червня 1989 року в селі Шелудьківка Олександр «Фоззі» Сидоренко та Костянтин «Котя» Жуйков створюють гурт, що став прообразом нинішнього ТНМКонґо — гурт «Новые Дома» (укр. Нові будинки). У трудовому таборі, обмінюючись текстами пісень вони зробили висновок, що можна спробувати написати щось своє. За декілька днів хлопці мали десяток композицій, які спробували записати в радіорубці. На жаль, до наших днів ті записи не збереглися. На закритті табору відбувся перший виступ, по цьому було вирішено з першого вересня зібрати повну групу в школі № 11, де навчалися засновники. Назва гурту походить від назви мікрорайону в Харкові, у якому мешкали всі учасники гурту — Новые дома (укр. Нові будинки).
У вересні того ж 1989 року гітарист Іван Риков на суботнику замість фарбування футбольних воріт намалював на шкільному тирі напис НОВЫЕ ДОМА ГР. На літери УППА фарби не вистачило. Цей напис зберігся і до наших днів. Оскільки гурт потребував певного прихистку, учасники гурту пройшли прослуховування у Палаці Ленінського Району, де група і грала з 1990 по 1994 рік. Цікаво, що за парканом розташовувалася музична школа-інтернат, де в той час навчався грі на фаготі Олег Михайлюта. На спільному святі курсантів та учениць-панчішниць з ПТУ гурт познайомився з зіркою ансамблю молочного технікуму Едуардом Приступою (відомий як Діля), який засів за фортепіано в групі, яка на той час вже називалася «ТНМК». Ініціатором зміни назви став флейтист Максим Литвиненко, який наполягав на тому, що тепер у групі грають люди з різних районів Харкова а співати треба англійською і мати англійську назву.
У 1994 році гурт розпочав роботу над записом першого альбому. В Харківській консерваторії існувала студія звукозапису, якою керував Олександр Вакуленко «Saint Maybe Sound Factory» на честь харківського рок-гурту «Saint Maybe». Оскільки гурт не міг дати чіткого визначення своєму стилю виконання Максим Литвиненко запропонував назву «ф'южн». Вона зацікавила Вакуленка, а вже за 4 місяці був записаний альбом «Локслі». Саме в той час у консерваторії навчався Олег «Фагот» Михайлюта, який із задоволенням дав згоду «пограти на фаготі разом з ТНПК» на конкурсі «Юні зірки Харкова». Прізвисько Фагот він отримав у казино «777», де намагався стати круп'є. Серед інших стажерів був Олександр Сидоренко.
У 1994 році на телеканалі УТ-3 почала виходити програма харківської телекомпанії «Privat-TV» — «RAP-обойма», перша в СНД програма про гіп-гоп культуру. Вели її друзі по консерваторії Фагот та Флют. Через деякий час до них завітав з ідеєю рок-рубрики ні хто інший як Фоззі. Всі, хто працював над програмою, мали називатися на літеру Ф. За рік Флют вирішив їхати до Москви, і Фоззі зайняв його місце. Програма проіснувала три роки (1994—1996) на національних телеканалах УТ-3 і УТ-2.
В той час доля ТНМК (або тодішня російська назва ТНПК) була не визначена. Кипіла робота над створенням платівки «Sator Arepo Tenet Opera Rotas» (1995), однак гурт покинув це заняття та розпочали працю над третьою — «Худшее из» (1996). За час існування тодішнього гурту у його складі побувало близько 30 чоловік.

### Червона Рута. Перший успіх (1996—2000)
Наприкінці 1996 року в харківських музичних колах багато говорили про відбірковий тур фестивалю «Червона Рута». Попередній фест у Севастополі видався гучним, наступний — навесні 97-го у Харкові обіцяв стати ще кращим. Умови відбіркового конкурсу були прості — три пісні українською мовою. В репертуарі ТНМК того часу була лише одна українська пісня — «Чуваки», кавер на пісню «Банана» харків'янина Віталія Бодла. Під впливом слобожанських саґ у виконанні Арнаутова гурт вирішив змінити мову виконання. Першою оригінальною українською піснею ТНМК стала пісня «Ото Таке». Наближався відбір, а третьої пісні, необхідної для участі в конкурсі, не було. За два дні до конкурсу, буквально за годину група зібрала до купи пісню «Зроби мені хіп-хоп» і виставилася на конкурс двома складами: «ТНМК» у рок-номінації та «Ото Таке» — в танцювальній. В результаті гурт отримав 1 місце в танцювальній номінації та приз за найкращий шлягер фестивалю — «Зроби мені хіп-хоп». На виступ ТНМК приїхав директор «Privat-TV» Олександр Голубчик та, завітавши до гримерної гурту після виступу, пообіцяв зняти кліп пісні «Зроби мені хіп-хоп». Кліп знімався протягом півроку силами «Privat-TV». Режисером був Сергій Андрюнін за участі Фагота.
На початку 1998 року відбувся тур Україною переможців «Рути-97», під час якого групу залишив гітарист Олександр Зенькович. Під час виступу в Донецьку з ТНМК вперше зіграв барабанщик групи «So» Віктор «Вітольд» Корженко. Тоді ж гурт власноруч надрукував тисячу промо-касет, що продавалися під час туру. Одразу після туру гурт перемістився до Києва. В квітні 1998 року гурт розпочав співпрацю з Олексієм Яковлєвим, який на той час працював на хіт-параді «12-2». З його допомогою «Зроби мені хіп-хоп» вдало стартував в телевізорі. Другим кліпом ТНМК став кліп на пісню «Дибани мене». Грошей на знімання не було, тому кліп змімкувався власними силами учасників ТНМКонґо. Восени 1998 року з'явився перший альбом гурту — «Зроби мені хіп-хоп», за видання якого взявся лейбл «Nova Records». Альбом складався з пісень та скітів — інтермедій, які стали фірмовою рисою ТНМК. Альбом мав в собі словничок, в якому тлумачилися суто слобожанські та вигадані групою слова. Платівка отримала схвальні відгуки, купу номінацій та призів, а Фагот, Фоззі та Діля — пропозицію «Червоної Рути» попрацювати над фестивалем-99.
Початок 1999-го та майже весь свій вільний час учасники гурту присвятили підготовці до «Червоної Рути '99». 16 січня 1999 загинув «хрещений батько» гурту — директор телекомпанії «Privat-TV» Олександр Голубчик. Альбом «Зроби мені хіп-хоп», що вийшов на CD на початку року, присвячено його пам'яті. У травні того ж року вийшов кліп «Зачекай» — перший результат співпраці групи з режисером Віктором Придуваловим. Це відео активно демонструвалося в Москві, через це група поступово почала там виступати. Саме з початком клубних виступів в Москві група змінила своє звучання. Якщо в Україні здебільшого доводилося виступати на великих подіях, то в Москві — на клубних сценах («Китайський льотчик Джао-Да», «16 тон» та інші). За підсумками 1999 року гурт став «Найкращим альтернативним проєктом», отримавши «Золоту Жар-Птицю».

### ШоПопалоШоу, ReФорматЦія та турне Францією (2000—2005)
На початку року гурт залишив губний гармоніст Леонід Єрмолаєв і на деякий час в ТНМК лишилося 6 музикантів. Але вже влітку на фестивалі «Таврійські Ігри» до групи приєднався наймолодший учасник — DJ Антон «ТонІк» Батурин. Влітку 2000 року почали знімання наступного відео — «А море де?» — каверу пісні знаменитого італійського співака Адріано Челентано «Amore No». Поки кліп «А море де» монтувався і перемонтовувався, з'явилася зовсім інша робота — «По барабану». Це кліп-трейлер першого офіційного сайту, який протягом 2000 року створював Євген Санніков. До тих пір існувало декілька фан-сайтів. Прем'єра кліпу відбулася 16 лютого 2001 року. Дуже приємним визнанням його якості стали дві премії — «Дизайн року-2001» та «Найкращий музичний сайт року», який www.tnmk.com отримав на Першому Українському Інтернет-Фестивалі. У травні вийшов кліп «А море де?» однак він не виправдав очікування гурту тому восени 2001 року було відзнімковано ще 3 кліпи. Під кінець 2001 року вийшов альбом «Нєформат», доля якого півроку вирішувалася в переговорах з лейблом «Воля Музика». Багато хто класифікує його як дещо брутальний та пройнятий духом соціальних проблем що в той час наповнювали Україну. В новорічному етері відбулася прем'єра різдвяної «Той, хто…», яка увійшла вже до наступної платівки. На початку року розпочалася паралельна робота відразу над двома платівками — наступною номерною та збіркою реміксів та римейків «ReФорматЦія». Для цього альбому були записані треки з групами «5'nizza» та «И Друг Мой Грузовик» (укр. Та мій друг вантажівка). Влітку було вирішено, що першою вийде «ReФорматЦія». Окрім цього в той час гурт дає багато виступів як на теренах України так і в Росії. Окрім того одного разу гурт завітав до польського Вроцлава. Згодом виходить кліп «Восени», який і по нині вважається одним з найсильніших українських кліпів. В той же час телеканал «Enter» запропонував групі зробити документальний фільм про історію ТНМК. Так розпочалася робота над довгобудом «ШоПопалоШоу».
На початку березня 2003-го вийшла чергова платівка гурту — «ReФорматЦія» а трохи пізніше відбувся прем'єрний показ двох перших частин документального фільму «ШоПопалоШоу». У квітні гурт зіграв ексклюзивний акустичний концерт «Ноу Кіпіш». Спеціально для цього було запрошено декілька сесійних музикантів: Григорій Махно (гурт «Second Breath», губна гармоніка), Льопа Тарасич (гурт «Схід-Side», фортепіано), Салман Огли (гурт «Мандри», перкусія) та Олесь Журавчак (сопілка). Влітку гурт записав декілька треків для нового альбому та визначилася з його назвою — «Пожежі міста Вавілон». Серед нових пісень були «Вода» та «Вавілон», які обрав Віктор Прідувалов для свого дебюту в кіно — фільму «Весілля Барбі». У серпні учасники гурту знялися в цьому фільмі, виконавши «Воду» на подвір'ї Баузького замку під Ригою. 18 вересня зіграли спільний концерт з Схід Side в клубі «44», під час якого було записано концертну платівку «Jazzy».
2004 рік починається з фіналу конкурсу на найкращий малюнок до обкладинки нового альбому. Переміг художник Дмитро Гапчинський. Альбом був готовий, почалися переговори, тим часом Фоззі та Діля дописували свої дебютні сольні платівки, відповідно, «MetaMoreFozzey» та «НеДіля». У травні 2004-го був готовий перший в історії гурту максі-сингл «Вода», який став україно-французьким. Група готувалася до турне по Франції і записала декілька франкомовних версій своїх пісень. До синглу увійшов також ексклюзивний дует ТНМК&5nizza «En Automne». Червень вийшов найбільш насиченим місяцем в історії ТНМК. Вийшов кліп на пісню «Вода», потім дебютний альбом «НеДіля», команда ТНМК виступила в леґендарному шоу «Ключі від форту Байар». Акустичний концерт-презентація альбому «Пожежі міста Вавілон» в київському клубі «Бабуїн» багатьма вважається чи не найкращим живим виступом ТНМК. А 18 вересня на Європейській площі у Києві Діля відіграв свій останній виступ як частини гурту ТНМК.

### Золота платівка, Євро-2012 та співпраця зApollo 440(2006—2010)
З початку 2005 року до складу ТНМК офіційно увійшов піаніст Олексій «Льопа» Саранчін, і гурт відразу почав готувати новий альбом. Це був перший випадок, коли між номерними платівками ТНМК минуло менше двох років. У лютому група випустила веселий та насичений кліп «Та Ти Шо», потім Віктор Придувалов змонтував з відео французьких гастролей кліп «Тікаю» з платівки «Jazzy». Прем'єра кліпу відбулася на презентаційному концерті 12 квітня у Київському Молодому Театрі. Навесні було записано два неочікуваних спільних проєкти: «Нет ничего хуже» (укр. Немає нічого гірше) з жіночим гуртом ВІА Гра та знаменита «Червона Рута» з Софією Ротару. Згодом, на студії «Lemma» розпочався запис наступної номерної платівки яку вирішили назвати «Сила». Однойменна пісня була написана у Франції, теж саме стосується і пісні «Забув», яку було записано та презентовано першою. У червні гурт припинив співпрацю з Олексієм Яковлєвим а у липні Фагот, Тонік та Фоззі знялися в епізоді у фільмі росіянина Руслана Бальтцера «Ненаситні». Одночасно з прем'єрою альбому «Сила» з'явилося відео на пісню «Гранули», яке зняв в Санкт-Петербурзі російський режисер Олександр Ігудін. За скутками опитувань (music.com.ua, uaformat.com, ter-a.com) альбом «Сила» став платівкою року.
У 2006 до серії документальних фільмів «ШоПопалоШоу: Історія ТНМК» додається третя частина — над нею працює режисер Кадім Тарасов. У квітні на церемонії «ShowBizAward» група стала найкращою в номінації «Hip-Hop and R&B». Влітку Фагот озвучив Джонні Деппа у других Піратах Карибського моря, група зняла два кліпи — «Відривайся» (до фільму «Ненаситні») та «Молодець». Восени (себто 30 листопада) було вирішено відсвяткувати десятиріччя становлення гурту з назвою ТНМК, підготувавши ювілейне шоу «10 сезонів ТНМК». Спеціально до цієї події було перевидано всі альбоми з ексклюзивними бонусами в серії «Limited Edition». На святковому концерті було також презентовано новий спільний трек «Моя мама…», записаний разом з давнім товаришем групи Сергієм Сивохою. Прямо на сцені група отримала Золотий Диск від Moon Records — альбом «Сила» став золотою платівкою, її наклад склав 55 тисяч примірників. В останні дні року були видані два DVD: «ТНМК. Відео» з усіма кліпами гурту та довгоочікуваний «ШоПопалоШоу. Історія ТНМК в трьох частинах».
У квітні 2007 року гурт записав саундтрек до роліка-презентації спільної заявки України та Польщі на проведення чемпіонату Європи з футболу-2012 а у червні — ТНМК випустили перший офіційний бест — платівку «ТНМК — Golden Hits, Vol.1» та презентувала свій новий офіційний сайт. Згодом з'явився кліп-ремікс на пісню ТНМК vs Бангі Хеп — Гранули-міх, перший сингл з альбому реміксів та римейків «ReФорматЦія-2». У серпні гурт вирушив на один з наймасштабніших фестивалів Європи — «Sziget Fest» в Угорщині. Пізніше в мережу було завантажено найдорожче відео в історії гурту — кліп «Мушу йти» (режисер — Фагот, оператор — Ярослав Пілунський. Під час Djuice Music Drive Tour ТНМКонґо разом з англійським гуртом Apollo 440 під час концерту в Одесі спільно виконали пісню «Stadium Parking Lot». 27 та 28 жовтня 2007-го гурт взяла участь в ювілейних концертах Софії Михайлівни Ротару у Кремлівському палаці в Москві.
2008 рік відзнаменувався презентацією альбому-збірки реміксів «Reformatcia 2». Трішки згодом гурт представив гімн для вболівальників футбольного клубу «Металіст» з міста Харків а у травні харківські музики вирушили до Праги щоб відзняти кліп на пісню «Темно» (режисером став Фагот). В червні — виступ на фестивалі «Усадьба-Джаз» що у Москві.
На початку 2009 року Фагот в Лондоні записав спільний трек з легендарними Apollo 440 — «Odesa DubStep», що базується на спогадах про спільний тур обох гуртів Україною а восени вийшов документальний фільм «ШоПопалоШоу. Sziget», присвячений виступу гурту на фесті. На свій день народження ТНМК презентував максі-синґл «Проїхали».

### С. П. А. М., Куба та Дзеркало (2010—2018)
Наприкінці червня 2010-го гурт виступив в Канаді на фестивалі «Золотий клен» а 1 грудня було презентовано 5-й номерний альбом гурту — «С. П. А. М.». Вихід альбому відбувся з великим презентаційним концертом в «Crystal Hall».
У січні 2011 з'явилася ідея спільної пісні «Qari Qris» з грузинським гуртом «Mgzavrebi», в лютому її вже записали, а потім були спільні концерти і знімання кліпу. 3 жовтня було відзнято live-beatbox відео «Все по 8 гривень» з Іваном Дорном та Fame на вулицях Києва. 3 червня — в київському Палаці Спорту відбувся концерт пам'яті Сергія Кузьмінського «Я вернувся домів», там гурт представив свій кавер — «Файне місто Тернопіль». 9 листопада зіграли великий сольний концерт «Восени» в київському Crystal hall. Там і презентували кліп «Qari Qris». Кінець року ознаменувався важливою подією в житті гурту — до ТНМКонґо приєднався піаніст та трубач Олександр Шиманський.
Під час проведення Євро-2012 гурт грав у фан-зонах 9ти міст. Згодом гурт одним з перших в Україні зняв кліп у форматі LipDub на пісню «Молодець». Під час відвідин Києва виконавцем Everlast виконавці з ТНМКонґо двічі розігрівали публіку перед його виступом. Всього за 2012 рік гурт узяв участь більш ніж в десяти фестивалях в Україні, Польщі, Росії та Німеччині.
У 2013 році збулася стара мрія гурту — було виконано велику кількість пісень разом з Слобожанським оркестром. Паралельно з цим розпочали знімання кліпу на пісню «Фідель» на Кубі. 14 червня 2013 року зіграли святковий концерт «День народження з Фіделем» (у київському клубі «Caribbean») та презентували кліп «Фідель», ідея якого чекала на втілення понад сім років. Весь цей час гурт не припиняв брати участь у різних ТБ передачах. Так Фагот вів рубрику «Музика сніданку» на 1+1 а Фоззі — шоу «Великі перегони» на тому ж каналі та відеоблог в «Головній Програмі» (ICTV). Трішки згодом Фагот записав пісню «Моя зброя» для фільму «Іван Сила».

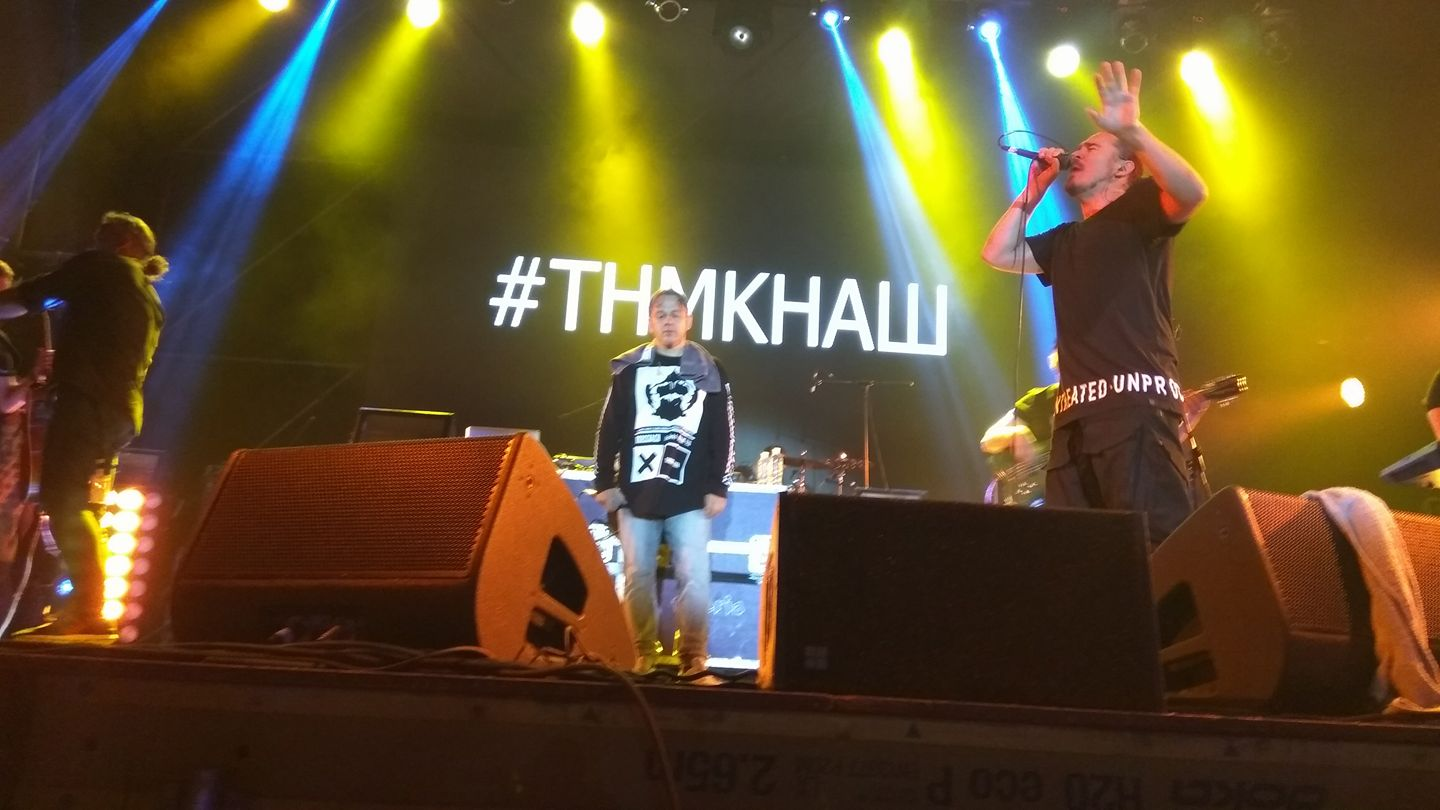
ТНМК на фестивалі MRPL City 2017

На початку 2014 року виконавці вітчизняного хіп-хопу порадували власних прихильників звісткою про два заплановані альбоми: один студійний а другий — записи за участю симфонічного оркестру. У квітні було видано перший симфонічний live-сингл, «Там, де ти тепер».
У 2015 році гурт випустив живий альбом та фільм-концерт «Симфо хіп-хоп». Влітку вийшов анімаційний кліп «Гупало Василь», визнаний експертами видання «КультПростір» найкращим українським кліпом року. Фагот презентував сольний кліп «Мантра», Фоззі — нову книгу «Сопровождающие лица» і третій сольний альбом «MetaMoreFozzey CD».
З набутого у 2016 році — один фільм-концерт («Jazzy»), один саундтрек до серіалу «Патрульні», два кліпи («Українська мрія» та «Небокрай»), купа фестивалів і концертів. Навесні зіграли кілька разів з симфонічним оркестром «Слобожанський», зокрема — у львівській опері. Відбулася остаточна заміна на позиції DJ — замість Антона «Tonique» Батурина до складу гурту увійшов Андрій «Andrew» Чудля. Розпочалася робота над новим альбомом — в серпні засіли за запис пісні «Гострі Ножі» разом з легендарними «Братами Гадюкіними». Її вперше зіграли на ювілейному шоу «20 сезонів», яке було присвячене 20-річчю ТНМК. Фагот записував сольний альбом, Фоззі випустив книжку «Гупало Василь» та взяв участь в збірці «ДНК». Наприкінці грудня записали і виклали в мережу новий трек «Різдво Рок-н-рол».
2017-й для гурту був роком роботи над новим матеріалом — наступний альбом вже в роботі, попереду студія, студія і ще раз студія. Гурт здобув нагороду «За особливі досягнення» від музичної премії «YUNA», у квітні випустив кліп «Дзеркало». Фоззі зіграв в клубі Sentrum перший і останній концерт свого сольного проєкту MetaMoreFozzey. До свого дня народження 14 червня гурт записав живий акустичний трек «Хоббіт». В липні Фоззі випустив нову книжку — «Темнеет рано», протягом року взяв участь в кількох телевізійних проєктах в ролі ведучого — «Гол Чемпіона», «Вижити в Україні», «Країна на смак». Фагот знявся в епізодичній ролі в фільмі «Сторожова Застава», його сольний трек «Мантра» став офіційним саундтреком до цього фільму. Восени концертами в Харкові і Запоріжжі розпочався тур «Симфо хіп-хоп» з оркестром «Слобожанський». У грудні Фагот випустив кліп «Illegal» свого сольного проєкту FAHOT WILL MATERIAL. Протягом року #tnmkshop випустив низку ліній фірмового одягу — Double Trouble, TNMK Logo та багато інших моделей у кооперації з брендом Drynnaya Dali. 30 грудня гурт презентував «Гострі ножі» — спільний трек з «Братами Гадюкіними».
Сьомий за рахунком диск колективу отримав символічну назву «7» та побачив світ наприкінці 2018 року.

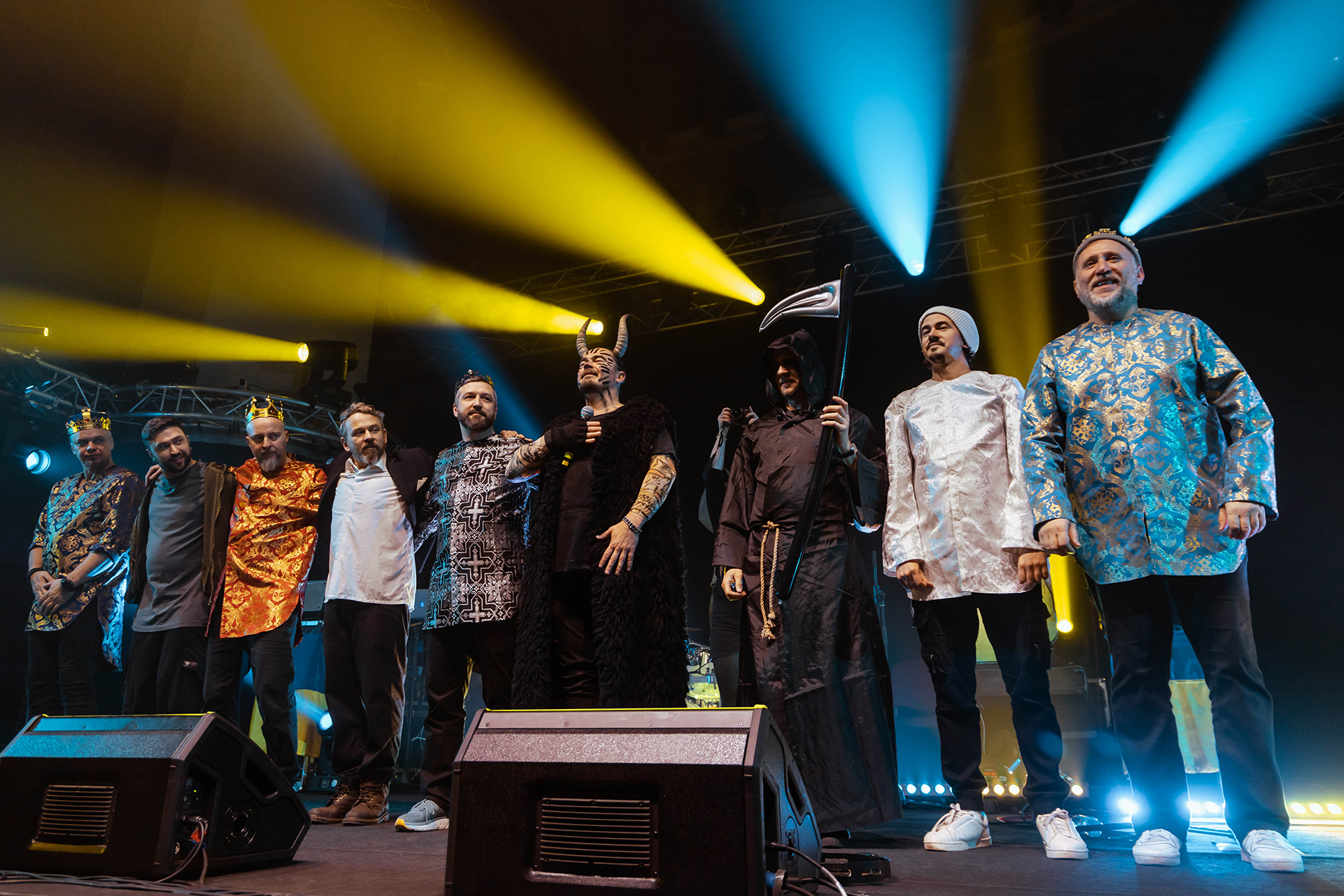
ТНМК Вертеп 2023 Гданськ

### 2019 — 2021
Отже, 2019й… Це був рік спеціальних проєктів та експериментів. Він розпочався для гурту прем'єрою шоу «Теплий акустичний вертеп» (7 січня, Caribbean Club), в якому акустичну концертну програму було поєднано з театралізованим вертепом, що складався з учасників гурту. Пізніше було презентовано невеличкий фільм, знятий на цьому концерті. Загалом гурт за рік видав чотири різних спеціальних шоу, і всі вони знімалися, але до Нового року було оприлюднено тільки різдвяний фільм, решта чекає свого часу. А до кінця минулої зими було презентовано кліп на пісню «Мій демон», останній сингл з EP «7». Режисерами були Діма Маніфест та Дмитро Шмурак, а головну роль зіграв актор Анатолій Пашинін.
Навесні гурт повернувся до запису нового матеріалу та почав підготовку до фестивалів. Після кількарічної перерви повернулися до програми «Jazzy», у квітні зіграли її на однойменному фестивалі в Запоріжжі. Отримавши запрошення на славнозвісний фестиваль «Leopolis», вирішили підсилити джазову програму за допомогою бігбенду Денніса Аду. Так народився проєкт «Jazzy DeLuxe», прем'єра якого відбулася 28 червня у Львові. А за два тижні до цього гурт подарував собі на день народження кліп на пісню «Ми Смішили Бога» (режисер — Віктор Прідувалов), який складається з архівних фото. Друга половина літа пішла на фестивальні виступи та підготовку до шоу «Симфо на Платформі», найбільшого концерту в історії проєкту «Симфо хіп-хоп». 
28 серпня ТНМК та оркестр Слобожанський зіграли просто неба на київському заводі Арт-Платформа, залучивши до виступу ціле сузір'я спеціальних гостей: Андрія Хливнюка, Святослава Вакарчука, Дмитра Шурова, Аліну Паж, alyona alyona, Ярмак, YUKO та Олега Винника. Відео з цього концерту очолює наш wishlist 2020 року.[джерело?]
Восени вийшло ще декілька спеціальних проєктів: гурт записав пісню до серіалу «Великі Вуйки» та створив дуже незвичну колаборацію — пісню «Прокачай», в якій взяли участь п'ятеро найкращих шкільних вчителів України. 5 жовтня цей трек було презентовано в Національній опері. Наприкінці осені вийшла «Історія України за 5 хвилин» — протягом року Фагот, поет Артем Полежака та фільммейкер Сашко Даниленко готували кліп на пісню, в який стисло переповідається історія нашої країни, від Великого вибуху і до сьогодні. За перший місяць відео сумарно зібрало більш як п'ять мільйонів переглядів. У грудні зіграли четвертий спеціальний концерт, ювілейне шоу до двадцять першої річниці виходу альбому «Зроби мені хіп-хоп». Разом з Едуардом «Ділею» Приступою пригадали дебютну програму та зіграли її в клубі Bel étage. А перший шматочок цього концерту, пісню «Хрум-хрум», виклали в мережу, до свят «Tnmkshop» випустив декілька ліній одягу і готує новий мерч, Фоззі видав дві книги. У січні гурт планує тур з «Теплим акустичним вертепом», а після цього почати запис нового матеріалу.[джерело?]
Гурт піснею Історія України за 5 Хвилин" долучився до акції «Так працює пам'ять», присвяченої пам'яті Данила Дідіка і всім, хто віддав життя за незалежність України.

### 2022 — до тепер
На початку січня 2024 року гурт вирушив у благодійний тур містами Європи з програмою "Новий вертеп". Вони в партнерстві з Головним управлінням розвідки Міноборони та Благодійним фондом Діани Подолянчук хочуть зібрати кошти на спецпідрозділи ГУР, на допомогу сім'ям постраждалих та загиблих розвідників.
Протягом року гурт збирав кошти для українського війська. ТНМК двічі проїхали турами Європою, зігравши 51 благодійний концерт у 12 країнах. Ще було два тури Україною. ТНМК провели понад сімдесят благодійних аукціонів, збираючи кошти .  Фірмовий магазин гурту бив рекорди з продажу мерчу, передавши прибуток у розмірі 1.600.000 гривень на тактичну медицину. А це 650+ тактичних аптечок для військових. ТНМК у 2023 випустили чотири сингли з кліпами:[джерело?]
- Дивись, куди ідеш

- ++ спільно з YARMAK [20]

- Вдома

- Знайди мене

В наступному, 2024 році ТНМК планує видати одразу дві нові платівки. 26 липня гурт випустив другу частину подвійного альбому ВАТРА - ВАТРА black, майже 3 роки з моменту виходу першої частини, Ватра red.
В листопаді 2024 році 8 пісень гурту попали, як саундреки до гри "S.T.A.L.K.E.R. 2: Серце Чорнобиля".

## Учасники гурту

### Нинішні учасники
- Олег «Фагот» Михайлюта — вокал, аранжування
- Олександр «Фоззі» Сидоренко — вокал, тексти
- Костянтин «Котя» Жуйков — бас
- Ярослав «Ярік» Верьовкін — гітара
- Віктор «Вітольд» Корженко — барабани
- Антон «ТонІк» Батурин — DJ

### Колишні учасники
- Едуард «Діля» Приступа — фортепіано, вокал
- Андрій «Andrew» Чудля — DJ
- Олександр Шиманський — фортепіано, труба
- Олексій «Льопа» Саранчін — фортепіано
- Олександр «Зі» Зенькович — гітара
- Леонід Єрмолаєв — губна гармоніка
- Стратостас Луначарский — губна гармоніка, саксофон

## Дискографія

### Студійні альбоми
- «Зроби мені хіп-хоп» (1998)
- «Нєформат» (2001)
- «Пожежі міста Вавілон» (2004)
- «Сила» (2005)
- «С. П. А. М.» (2010)
- «Дзеркало» (2014)
- «7» (2018)
- «ВАТРА red» (2021)
- «Godmode» (2023)
- «ВАТРА black» (2024)

### Концертні альбоми
- «Jazzy. Live in 44» "ТНМКонґо & Схід Side «Jazzy» (2004)
- «Симфо хіп-хоп» «ТНМК» та Maco «Слобожанський» (2015)

### Збірки
- «Golden Hits» (2007)

### Спеціальні проєкти
- «ReФорматЦія» (2003)
- «ReФорматЦія-2» (2008)
- «ReФорматЦія-2.2»(2009)
- «Double Trouble» (2012)

### Сольні проєкти
- «НеДіля»
- «MetaMoreFozzey» (2004)
- «Mono MetaMoreFozzey» (2006)
- «MetaMoreFozzey CD» (2015)
- FAHOT - «Godmode» (2023)

### Максі-синґли
- «Вода/L'eau» (2004)
- «Забув» (2005)
- «Проїхали» (2010)

### DVD
- «Танок На Майдані Конґо. Вideокліпи» (2006)
- «Танок на Майдані Конґо. ШоПопалоШоу.» (2007)
- «Симфо хіп-хоп» «ТНМК» та Maco «Слобожанський» (2015)

## Відеокліпи
| Рік  | Назва пісні                                       | Режисер(и)                                | Альбом                                   |
| ---- | ------------------------------------------------- | ----------------------------------------- | ---------------------------------------- |
| 1998 | «Зроби мені хіп-хоп»                              | Сергій Андрюнін та Олег «Фагот» Михайлюта | Зроби мені хіп-хоп                       |
| 1998 | «Дибани Мене»                                     |                                           | Зроби мені хіп-хоп                       |
| 1999 | «Зачекай»                                         | Віктор Придувалов                         | Зроби мені хіп-хоп                       |
| 2001 | «По барабану»                                     | Віктор Придувалов                         | Нєформат                                 |
| 2001 | «А море де?»                                      | Сергій Андрюнін                           | Нєформат                                 |
| 2001 | «ПоRAРалося серце»                                | Віктор Придувалов                         | Нєформат                                 |
| 2001 | «Люба»                                            | Віктор Придувалов                         | Нєформат                                 |
| 2001 | «Восени»                                          | Віктор Придувалов                         | Нєформат                                 |
| 2002 | «ЖуПан» (remix)                                   | Віктор Придувалов                         | ReФорматЦія                              |
| 2003 | «За ношов стодолоу» (Кобза feat ТНМК)             | Володимир Якименко                        | Нєформат                                 |
| 2004 | «Вода»                                            | Віктор Придувалов                         | Пожежі міста Вавілон                     |
| 2004 | «Арешт»                                           | Тарас Химич                               | Пожежі міста Вавілон                     |
| 2004 | «En Automne» feat 5nizza                          | Олег «Фагот» Михайлюта                    | Пожежі міста Вавілон                     |
| 2005 | «Та Ти Шо»                                        | Тарас Химич                               | Пожежі міста Вавілон                     |
| 2005 | «Тікаю»                                           | Віктор Придувалов                         | ТНМКонґо & Схід Side «Jazzy. Live in 44» |
| 2005 | «Забув»                                           | Віктор Придувалов                         | Сила                                     |
| 2005 | «Гранули»                                         | Олександр Ігудін                          | Сила                                     |
| 2006 | «Хто ти такий?»                                   |                                           | Теркель і халепа (саундтрек)             |
| 2006 | «Нет ничего хуже» (feat. «ВІА гра»)               | Семен Горов                               | L.M.L. альбом ВІА Гри                    |
| 2006 | «Відривайся»                                      | Руслан Бальтцер                           | Сила                                     |
| 2007 | «Молодець»                                        | Сергій Солодкий                           | Сила                                     |
| 2007 | «Гранули mix»                                     | Олександр Ігудін                          | «ReФорматЦія-2»                          |
| 2007 | «Мушу йти»                                        | Олег «Фагот» Михайлюта                    | Сила                                     |
| 2008 | «Мушу йти mix»                                    | Кадім Тарасов                             | «ReФорматЦія-2»                          |
| 2008 | «Банзай»                                          | Кадім Тарасов                             | Сила                                     |
| 2008 | «Темно»                                           | Олег «Фагот» Михайлюта                    | С. П. А. М.                              |
| 2009 | «Ты-то кто?» (feat. Тетяна Зикіна)                | Олег «Фагот» Михайлюта                    | Проїхали (сингл)                         |
| 2010 | «Проїхали»                                        | Ольга Навроцька                           | С. П. А. М.                              |
| 2011 | «Шоколад»                                         | Ольга Навроцька                           | С. П. А. М.                              |
| 2011 | «Qari Qris» (Mgzavrebi & ТНМК)                    | Ольга Навроцька                           | Дзеркало                                 |
| 2012 | «Новина»                                          | Максим Ксьонда                            | С. П. А. М.                              |
| 2012 | «Все по 8 гривень» (feat Іван Дорн & Fame) {Live} | Олег «Фагот» Михайлюта                    | С. П. А. М.                              |
| 2013 | «Для тебя» (Бумбокс, Pianoбой & ТНМК)             | Володимир Якименко                        | Посвящение Михею                         |
| 2013 | «Фідель»                                          | Олег «Фагот» Михайлюта                    | Дзеркало                                 |
| 2013 | «Хоча я є»                                        | Олег «Фагот» Михайлюта                    | Дзеркало                                 |
| 2014 | «В наступному»                                    | Олег «Фагот» Михайлюта                    | Дзеркало                                 |
| 2015 | «Гупало Василь»                                   | Сашко Даниленко                           | Дзеркало                                 |
| 2016 | «Українська мрія»                                 | Олег «Фагот» Михайлюта                    | Дзеркало                                 |
| 2016 | «Небокрай»                                        | Кадім Тарасов, Віктор Скуратовський       | Дзеркало                                 |
| 2017 | «Дзеркало»                                        | Діма Маніфест, Дмитро Шмурак              | Дзеркало                                 |
| 2018 | «Друга новина»                                    | Олег «Фагот» Михайлюта                    | Бобот та енергія Всесвіту (саундтрек)    |
| 2018 | «Янголи»                                          | Ольга Навроцька                           | 7                                        |
| 2019 | «Мій демон»                                       | Діма Маніфест, Дмитро Шмурак              | 7                                        |
| 2019 | «Ми смішили Бога»                                 | Віктор Прідувалов                         | «Ми смішили Бога» (сингл)                |
| 2019 | «Історія України за 5 хв»                         | Сашко Даниленко                           |                                          |
| 2020 | «Контакт»                                         | Марія Оз                                  | ВАТРА red                                |
| 2021 | «Весну»                                           | Ольга Навроцька                           | ВАТРА red                                |
| 2021 | «ПМ'ТЙ»                                           | Ярослав Пілунський                        | ВАТРА red                                |
| 2021 | «Пірати» (feat. Жадан і Собаки & VOID)            | Олена Божко                               | ВАТРА red                                |
| 2022 | «Доми» (feat. Ельвіра Сарихаліл)                  | Катерина Дзюба                            | «Доми» (сингл)                           |
| 2022 | «Мамо» (feat. Kozak System)                       | Володимир Шкляревський                    | «Мамо» (сингл)                           |
| 2022 | Енергодар — це Україна! (feat. Fahot)             | Юрій Ковальов                             | «Енергодар — це Україна!» (сингл)        |
| 2022 | Моя зброя (feat. Fahot)                           | Дмитро Кухарук                            | «Моя зброя» (сингл)                      |
| 2023 | Дивись, куди ідеш                                 | Олександр Корєшков                        | «Дивись, куди ідеш» (сингл)              |
| 2023 | Плюс-Плюс (++) (feat. Yarmak)                     | Віктор Придувалов                         | «++» (сингл)                             |
| 2023 | Вдома                                             | Сашко Даниленко                           | «Вдома» (сингл)                          |
| 2023 | Знайди мене                                       | Павло Закревський, Маріамі Погребинська   | «Знайди мене» (сингл)                    |
| 2024 | Легенди                                           | Віктор Скуратовський                      | «Легенди» (сингл)                        |
| 2024 | Конституція для всіх                              | Костянтин Холодкевич (студія ToonDrive)   |                                          |